# Toggenburger Schmiede- und Werkzeugmuseum Bazenheid
Das Toggenburger Schmiede- und Werkzeugmuseum Bazenheid befindet sich in Bazenheid im Toggenburg im Kanton St. Gallen (Schweiz). Es wurde 1981 gegründet und umfasst neben einem Museum auch eine Schauschmiede und einen Veranstaltungsraum. Es ist das grösste betriebsbereite Schmiedemuseum der Schweiz. Besuche sind nur gegen Voranmeldung möglich.

## Geschichte
Das Museum geht auf einen Schmiedebetrieb zurück, der 1924 von Rupert Meier (1891–1950) gegründet wurde, welcher sich schon früh auf das Erzeugen von qualitativ hochwertigen Werkzeugen insbesondere Äxten für verschiedene Berufe spezialisierte. Ebenso wurden andere Wald-, Landwirtschafts- und Dachdeckerwerkzeuge an Kunden in der ganzen Schweiz geliefert. Nach einem Schlaganfall seines Vaters übernahm der Sohn Rupert (1925–2009) mit 22 Jahren die Schmiede. Das Aufkommen der Motorsäge zwang den neuen Besitzer zu einer weitgehenden Umstrukturierung seines Betriebes. Er erfand den sgn. Olma-Heuspaten, welcher ein durchschlagender Erfolg wurde, und spezialisierte sich auf die Erzeugung von Kettengliedern.
Anlässlich der 1200 Jahr Feier von Bazenheid im Jahr 1981 präsentierte Rupert Meier erstmals eine kleine Ausstellung mit Werkzeugen, welche in den vorangegangenen Jahrzehnten hergestellt worden waren. Diese ergänzte er durch eine Darstellung seiner Familiengeschichte. Diese Ausstellung war der Ausgangspunkt für den kontinuierlichen Ausbau der Sammlung. In den 1990er Jahren wurden überregionale Medien auf seine Sammlung aufmerksam, die sich ständig erweiterte. So stellte ihm die Gemeinde Kirchberg ab 1993 eine Scheune zur Verfügung, in der er das sgn. Handwerkspanorama einrichtete.
Nach dem Tod des Eigentümers 2009 stellte sich die Frage nach der Weiterführung des Museums. Die Denkmalpflege des Kantons St. Gallen und die Gemeinde Kirchberg gab eine Konzeptentwicklung für das Museum und in weiterer Folge die Dokumentation des bislang nicht inventarisierten Sammlungsbestandes in Auftrag.
Am 3. Mai 2012 wurde die gemeinnützige und nicht gewinnorientierte Stiftung Toggenburger Schmiede- und Werkzeugmuseum SG gegründet, der die Liegenschaft und die Sammlung der Schmiedefamilie Meier übernahm und seinerseits einen Verein mit der Durchführung des Museumsbetriebes beauftragte. Die Gründung des Vereins erfolgte am 9. Juni 2012 in Bazenheid.

## Sammlung
Die auf 3000 Quadratmetern aufbereitete Sammlung umfasst:
- eine komplette Schmiedeeinrichtung aus alter und neuerer Zeit, in der noch heute zu bestimmten Anlässen ein Schauschmieden stattfindet.
- das sgn. Walliser Hammerwerk aus dem Jahr 1891, welches 1994 aus dem Technorama in Winterthur an das Museum übergeben wurde. Der wasserbetriebene, aus einer 7 Meter langen Lärchenstamm gefertigte Wellenbaum betreibt 3 schwere Schwanzhämmer.
- Im Handwerkspanorama werden im Erdgeschoss ca. 300 handgeschmiedete Werkzeuge sowie eine Ausstellung über unterschiedliche Schmiedearten gezeigt. Im Obergeschossen werden weitere 20 Gewerbe, wie etwa Dachdecker, Drechsler, Gürtler, Küfer, Metzger, Schuhmacher oder Zimmermann präsentiert. Im Dachgeschoss ergänzt eine Ausstellung über Müllerei und die Landwirtschaft die Sammlung.
- Ebenso wird im Museum auf die Familien- und Unternehmensgeschichte der Werkzeugschmiede der Familie Meier hingewiesen.

Im Gebäude des Werkzeugpanoramas befindet sich im Erdgeschoss ein Aufenthaltsraum, der angemietet werden kann.

## Vermittlung
Das Museum hat keine regulären Öffnungszeiten, Museumsführungen können jedoch für grössere Gruppen jederzeit bestellt werden. Durchschnittlich zweimal im Jahr finden öffentliche Veranstaltungen in den Museumsräumlichkeiten statt.

## Bildersammlung

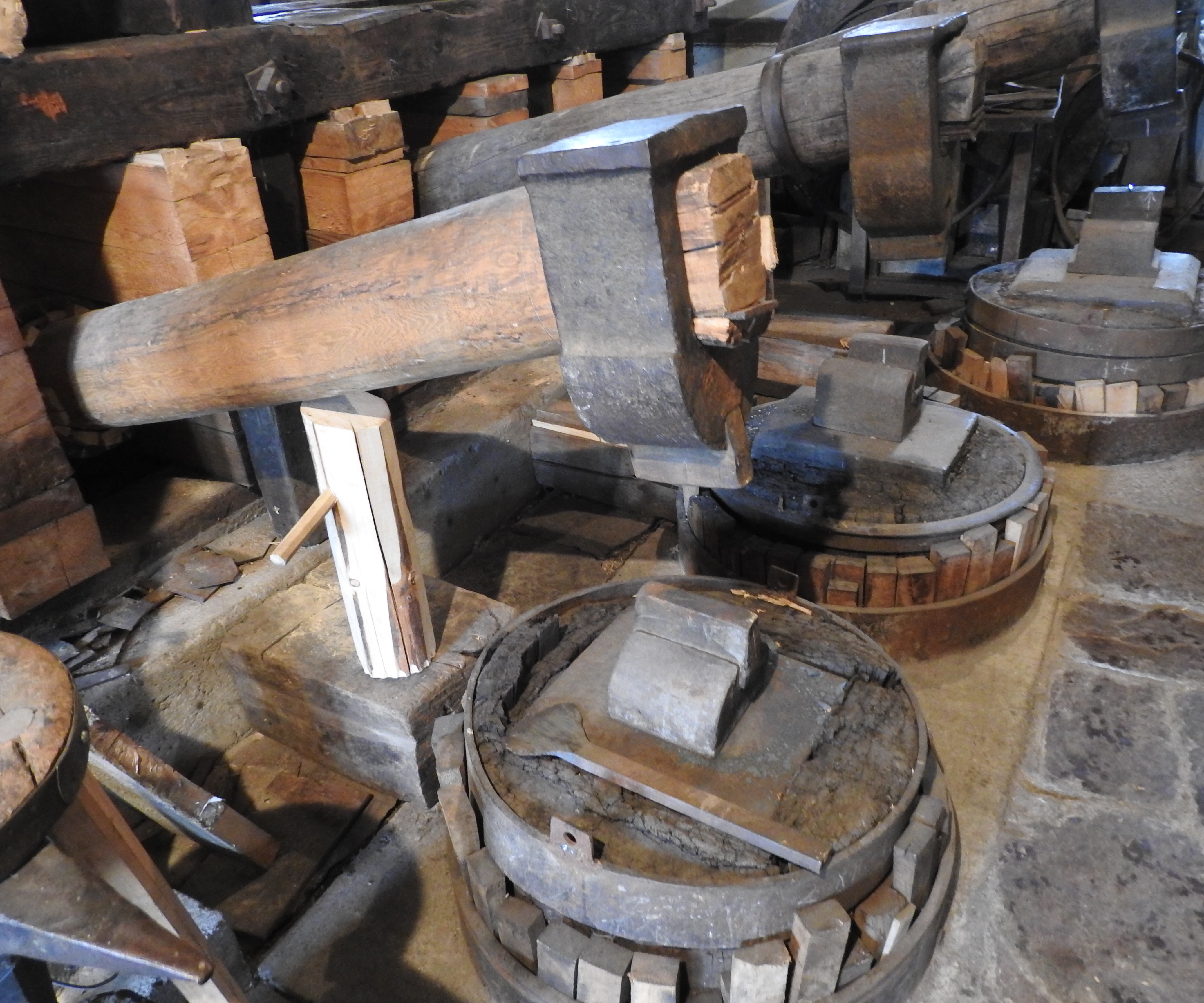
Walliser Hammerwerk
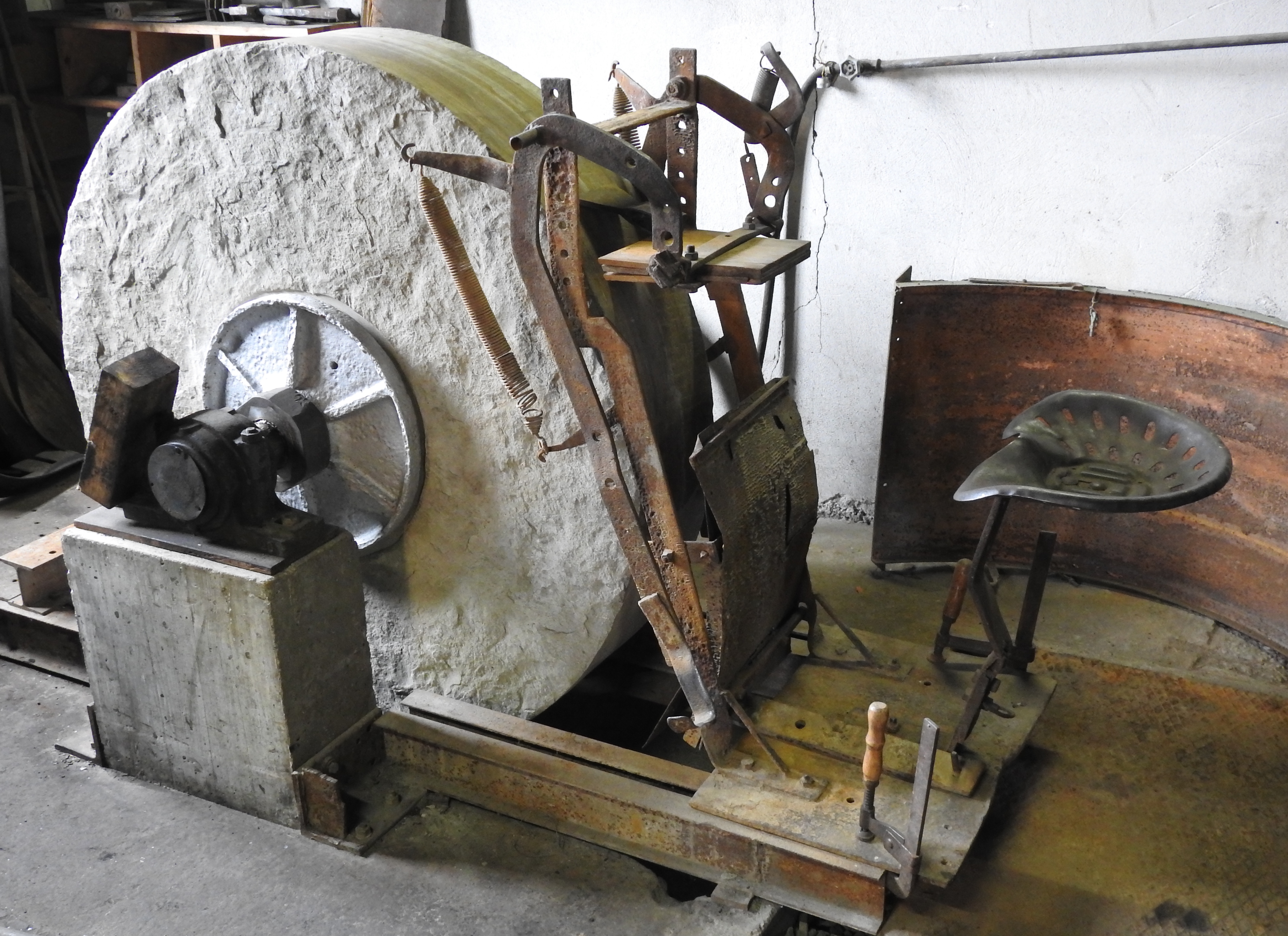
Schleifstein
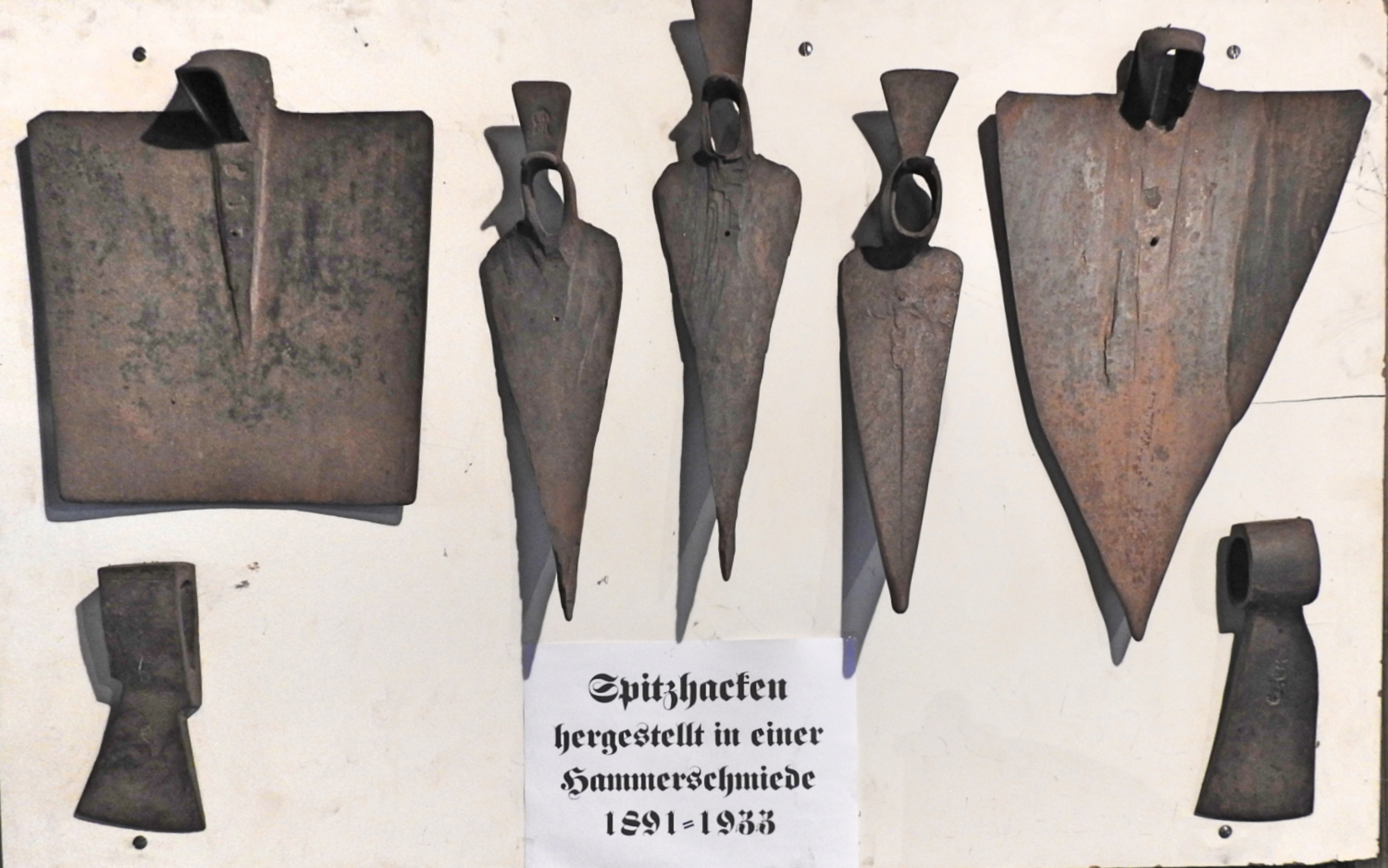
Spitzhacken 19./20. Jh.
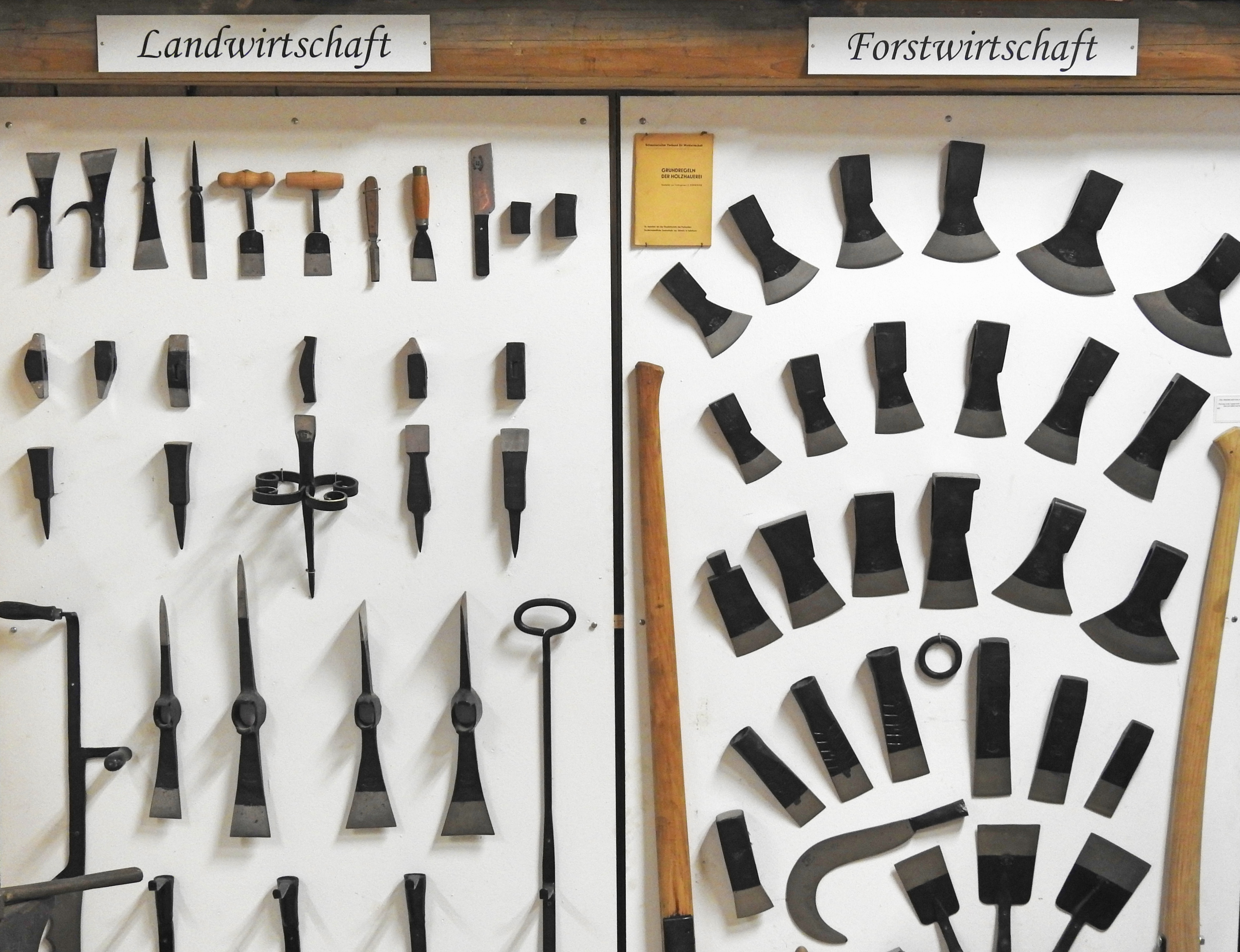
Beile für Forst und Landwirtschaft